# Jakub Janetzký
Jakub Janetzký (* 12. června 1997, Opava) je český fotbalový záložník a bývalý mládežnický reprezentant. Od roku 2024 nastupuje za brněnskou Zbrojovku.

## Klubová kariéra
Tento odchovanec Opavy začal s fotbalem v nedalekých Stěbořicích.

### SFC Opava
První start za A-tým si připsal dne 6. března 2015 proti Ústí n. L., zápas skončil výhrou ústeckých 1:0. Jako kmenový hráč SFC působil až do roku 2017, kdy ho koupil Jablonec. Poté ještě dvakrát krátce hostoval. Za Opavu odehrál celkem 112 zápasů a vstřelil 13 branek.

### FK Jablonec
Dne 13. února 2017 podepsal smlouvu v Jablonci. Zde dostal prostor pouze ve třech ligových zápasech. Debut v nejvyšší soutěži si připsal dne 29. července 2017 proti Slovácku, kdy v 87. minutě střídal Ondřeje Mihálika. Zápas skončil nerozhodně 1:1.

### FC Fastav Zlín
V létě 2019 se upsal na čtyři roky Zlínu, ve kterém se stal stálým členem základní sestavy. V roce 2023 obnovil kontrakt až do roku 2025. Ve Zlíně nastoupil celkově do 158 utkání, při kterých dokázal vstřelit 16 gólů. Zlínský dres oblékal 5 let.

### FC Zbrojovka Brno
Jako volný hráč odešel do Zbrojovky dne 1. července 2024.

## Reprezentační kariéra
Janetzký taktéž reprezentoval Českou republiku na úrovni U16, U19 a U20.